# Benjamin Brou Angoua
Brou Benjamin Angoua né le 28 novembre 1986 à Anyama en Côte d'Ivoire est un footballeur international ivoirien jouant au poste de défenseur central au Stade briochin.

## Biographie

### En club
Benjamin Angoua a commencé sa carrière avec son club local de Toumodi avant de rejoindre l'Africa Sports en première division ivoirienne. Après deux saisons passées dans ce club, il part à l'étranger pour rejoindre l'Honvéd Budapest en Hongrie. Il y évolue avec son compatriote Abraham Guié Guié. 
Après quatre saisons et plus de 80 apparitions avec le Honvéd, il rejoint Valenciennes en janvier 2010. Il devient rapidement titulaire aux côtés de Biševac. Après l'été 2011 et le départ du Serbe, il est associé à Isimat-Mirin ou Gil.
Après quatre saisons et demie dans le Nord, Benjamin s'engage pour une saison avec l'En Avant de Guingamp où il portera le maillot "rouge et noir" floqué du numéro 3. À la suite de performances plutôt solides, le club de l'En Avant de Guingamp le prolonge de 3 ans en avril 2015. Il est désormais lié avec le club jusqu'en 2018.
Le 26 janvier 2017, il est prêté avec option d'achat au Revolution de la Nouvelle-Angleterre, en MLS pour la saison 2017. Il dispute 26 matchs de MLS, marque un but et adresse deux passes décisives. 
En janvier 2019, il rejoint l'APO Levadiakos en Grèce. Il dispute 7 matchs de Super League en 2019. La saison suivante, il dispute 17 matchs de Super League 2 et marque un but. 
En juillet 2020, il signe au Stade briochin, en National. 

### En sélection
Il participe aux Jeux olympiques d'été de 2008 avec sa sélection. Il atteint les quarts de finale où la Côte d'Ivoire est sortie par le Nigeria

## Statistiques
| Saison                | Club                          | Championnat           | Championnat | Championnat | Coupe nationale | Coupe nationale | Coupe de la Ligue | Coupe de la Ligue | Compétition(s) continentale(s) | Compétition(s) continentale(s) | Compétition(s) continentale(s) | Côte d'Ivoire | Côte d'Ivoire | Total | Total |
| Saison                | Club                          | Division              | M.          | B.          | M.              | B.              | M.                | B.                | Comp.                          | M.                             | B.                             | M.            | B.            | M.    | B.    |
| 2005-2006             | Budapest Honvéd               | Soproni Liga          | 5           | 0           | -               | -               | -                 | -                 | -                              | -                              | -                              | -             | -             | 5     | 0     |
| 2006-2007             | Budapest Honvéd               | Soproni Liga          | 22          | 0           | -               | -               | -                 | -                 | -                              | -                              | -                              | -             | -             | 22    | 0     |
| 2007-2008             | Budapest Honvéd               | Soproni Liga          | 22          | 1           | -               | -               | -                 | -                 | C3                             | 4                              | 0                              | -             | -             | 26    | 1     |
| 2008-2009             | Budapest Honvéd               | Soproni Liga          | 14          | 0           | -               | -               | -                 | -                 | CI                             | 2                              | 0                              | 2             | 0             | 18    | 0     |
| 2009-jan 2010         | Budapest Honvéd               | Soproni Liga          | 13          | 0           | -               | -               | -                 | -                 | C3                             | 2                              | 0                              | 5             | 1             | 20    | 1     |
| Sous-total            | Sous-total                    | Sous-total            | 76          | 1           | -               | -               | -                 | -                 | -                              | 8                              | 0                              | 7             | 1             | 91    | 2     |
| jan 2010-2010         | Valenciennes FC               | Ligue 1               | 15          | 1           | -               | -               | -                 | -                 | -                              | -                              | -                              | -             | -             | 15    | 1     |
| 2010-2011             | Valenciennes FC               | Ligue 1               | 31          | 1           | 1               | 0               | 2                 | 0                 | -                              | -                              | -                              | 3             | 0             | 37    | 1     |
| 2011-2012             | Valenciennes FC               | Ligue 1               | 20          | 0           | 2               | 0               | -                 | -                 | -                              | -                              | -                              | 3             | 0             | 25    | 0     |
| 2012-2013             | Valenciennes FC               | Ligue 1               | 24          | 0           | -               | -               | 1                 | 0                 | -                              | -                              | -                              | 2             | 0             | 27    | 0     |
| 2013-2014             | Valenciennes FC               | Ligue 1               | 16          | 1           | -               | -               | 1                 | 0                 | -                              | -                              | -                              | 2             | 0             | 19    | 1     |
| Sous-total            | Sous-total                    | Sous-total            | 106         | 3           | 3               | 0               | 4                 | 0                 | -                              | -                              | -                              | 10            | 0             | 123   | 3     |
| 2014-2015             | EA Guingamp                   | Ligue 1               | 21          | 0           | 2               | 0               | 2                 | 0                 | C3                             | 5                              | 0                              | -             | -             | 30    | 0     |
| 2015-2016             | EA Guingamp                   | Ligue 1               | 18          | 1           | 1               | 0               | 1                 | 0                 | -                              | -                              | -                              | -             | -             | 20    | 1     |
| 2016-2017             | EA Guingamp                   | Ligue 1               | 7           | 0           | 1               | 0               | 3                 | 0                 | -                              | -                              | -                              | -             | -             | 11    | 0     |
| 2017                  | New England Revolution (prêt) | MLS                   | 26          | 1           | 2               | 0               | -                 | -                 | -                              | -                              | -                              | -             | -             | 28    | 1     |
| Sous-total            | Sous-total                    | Sous-total            | 26          | 1           | 2               | 0               | 0                 | 0                 | -                              | 0                              | 0                              | 0             | 0             | 28    | 1     |
| 2017-2018             | EA Guingamp                   | Ligue 1               | 0           | 0           | 0               | 0               | -                 | -                 | -                              | -                              | -                              | -             | -             | 0     | 0     |
| Sous-total            | Sous-total                    | Sous-total            | 46          | 1           | 4               | 0               | 6                 | 0                 | -                              | 5                              | 0                              | 0             | 0             | 61    | 1     |
| Total sur la carrière | Total sur la carrière         | Total sur la carrière | 254         | 5           | 9               | 0               | 10                | 0                 | -                              | 13                             | 0                              | 17            | 1             | 303   | 6     |